# Arnold Leibovit
Arnold Leibovit (18 de junio de 1950) es un director, productor y guionista estadounidense de largometrajes y producciones musicales.
Es un miembro activo del gremio de productores de América, ha producido, dirigido y escrito varios largometrajes.

## Trayectoria
Leibovit nació y se crio en el sur de Florida, un niño de ascendencia húngara. George Pal también era húngaro y había huido de Alemania a Holanda y luego a Estados Unidos como Hitler estaba empezando su reinado en Europa. Leibovit se interesó en Pal y sus películas y mientras se embarcó en su carrera en el cine, Pal subió a la cima de sus intereses. En 1985, produjo el primer y único documental filmado de la vida de George Pal.

## Carrera
Como parte de su carrera, ha dedicado más de 40 años al trabajo de George Pal. Incluido está la producción del biopic de George Pal The Fantasy Film Worlds of George Pal, por el cual recibió un premio CINE Golden Eagle Awards  en la categoría artes en 1986 y el premio conmemorativo George Pal (también conocido como el premio Saturn) de la Academia de ciencia ficción, fantasía y películas de terror en 1987. Además produjo otras obras enfocadas en Pal incluyendo la película The Puppetoon.
En 2002 sirvió como productor ejecutivo de The Time Machine.
Leibovit había obtenido antes los derechos al libro de H. G. Wells y a la película The Time Machine de 1960; La película The Time Machine de 2002 fue producida bajo la dirección del bisnieto de H. G. Wells, Simon Wells.

## Filmografía
- 1975 Penny Lane (escritor, director)
- 1980 Rascal Dazzle (director asociado, editor)
- 1985 The Fantasy Film Worlds of George Pal (escritor, director, productor)
- 1987 The Puppetoon Movie (escritor, director, productor)
- 2002 The Time Machine (productor ejecutivo)